# Каріян (Марказі)
Каріян (перс. كريان) — село в Ірані, у дегестані Базарджан, у Центральному бахші, шагрестані Тафреш остану Марказі. За даними перепису 2006 року, його населення становило 320 осіб, що проживали у складі 88 сімей.

## Клімат
Середня річна температура становить 14,11 °C, середня максимальна – 32,69 °C, а середня мінімальна – -8,41 °C. Середня річна кількість опадів – 262 мм.
| Клімат поселення                              | Клімат поселення | Клімат поселення | Клімат поселення | Клімат поселення | Клімат поселення | Клімат поселення | Клімат поселення | Клімат поселення | Клімат поселення | Клімат поселення | Клімат поселення | Клімат поселення | Клімат поселення |
| Показник                                      | Січ.             | Лют.             | Бер.             | Квіт.            | Трав.            | Черв.            | Лип.             | Серп.            | Вер.             | Жовт.            | Лист.            | Груд.            |                  |
| Середній максимум, °C                         | 9,02             | 11,22            | 16,74            | 23,08            | 27,41            | 32,00            | 32,69            | 31,39            | 27,48            | 21,94            | 15,37            | 8,95             |                  |
| Середня температура, °C                       | 0,30             | 2,50             | 8,04             | 14,37            | 18,70            | 23,30            | 26,74            | 25,44            | 21,55            | 15,99            | 9,43             | 3,02             |                  |
| Середній мінімум, °C                          | −8,41            | −6,22            | −0,68            | 5,66             | 9,98             | 14,58            | 20,80            | 19,50            | 15,61            | 10,06            | 3,49             | −2,93            |                  |
| Норма опадів, мм                              | 38               | 36               | 46               | 35               | 27               | 4                | 1                | 1                | 0                | 12               | 24               | 38               |                  |
| Середньомісячна швидкість вітру, м/с          | 2.07             | 2.13             | 2.97             | 3.34             | 2.88             | 2.68             | 2.86             | 2.60             | 2.30             | 2.27             | 1.93             | 1.66             |                  |
| Середньомісячна сонячна радіація, кДж/м²·день | 8812             | 11995            | 14554            | 18063            | 22102            | 26573            | 25936            | 23799            | 20453            | 15023            | 10784            | 8723             |                  |
| --------------------------------------------- | ---------------- | ---------------- | ---------------- | ---------------- | ---------------- | ---------------- | ---------------- | ---------------- | ---------------- | ---------------- | ---------------- | ---------------- | ---------------- |
| Джерело:                                      |                  |                  |                  |                  |                  |                  |                  |                  |                  |                  |                  |                  |                  |